# 374 Burgundia
374 Burgundia este un asteroid din centura principală, descoperit pe 18 septembrie 1893, de Auguste Charlois.